# My Dream

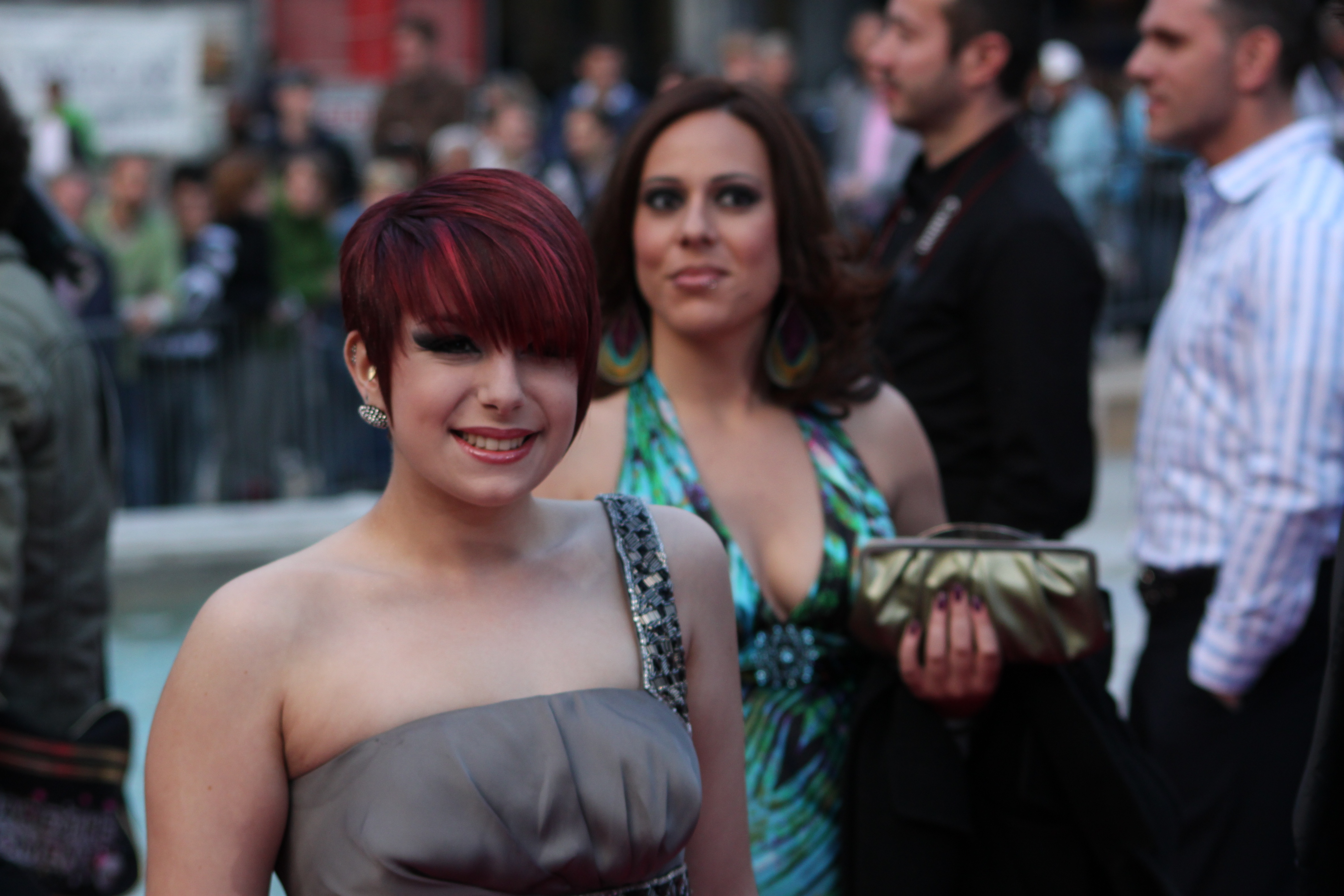
Thea Garrett i Oslo (2010)

My Dream är en låt framförd av Thea Garrett. Den är skriven av Jason Cassar och Sunny Aquilina.
Låten var Maltas bidrag i Eurovision Song Contest 2010 i Oslo i Norge. I semifinalen den 25 maj slutade den på tolfte plats med 45 poäng vilket inte var tillräckligt för att gå vidare till finalen.